# Manuel Sayrach i Carreras
Manuel Sayrach i Carreras   (Sants, 10 de gener de 1886 - Sant Feliu de Llobregat, 22 de gener de 1937) fou un arquitecte modernista català.
Fill de Miquel Sayrach i Carabassa, metge natural de Sants, i de Concepció Carreras i Solà, es va titular com a arquitecte el 1917, i va destacar també com a escriptor d'obres dramàtiques i poemes lírics. Casat amb Montserrat Fatxó dels Xiprers i Pi, van ser pares d'Abelard, Narcís, Jaume-Patrici i dels editors Manuel i Miquel Àngel Sayrach i Fatjó dels Xiprers.
La seva obra arquitectònica la influència d'Antoni Gaudí, especialment en aquells aspectes ornamentals de caràcter simbòlico-estructural. Les seves obres més conegudes són les dues cases Sayrach: Casa Sayrach (1918) i Casa Montserrat Fatjó de Sayrach (1926).

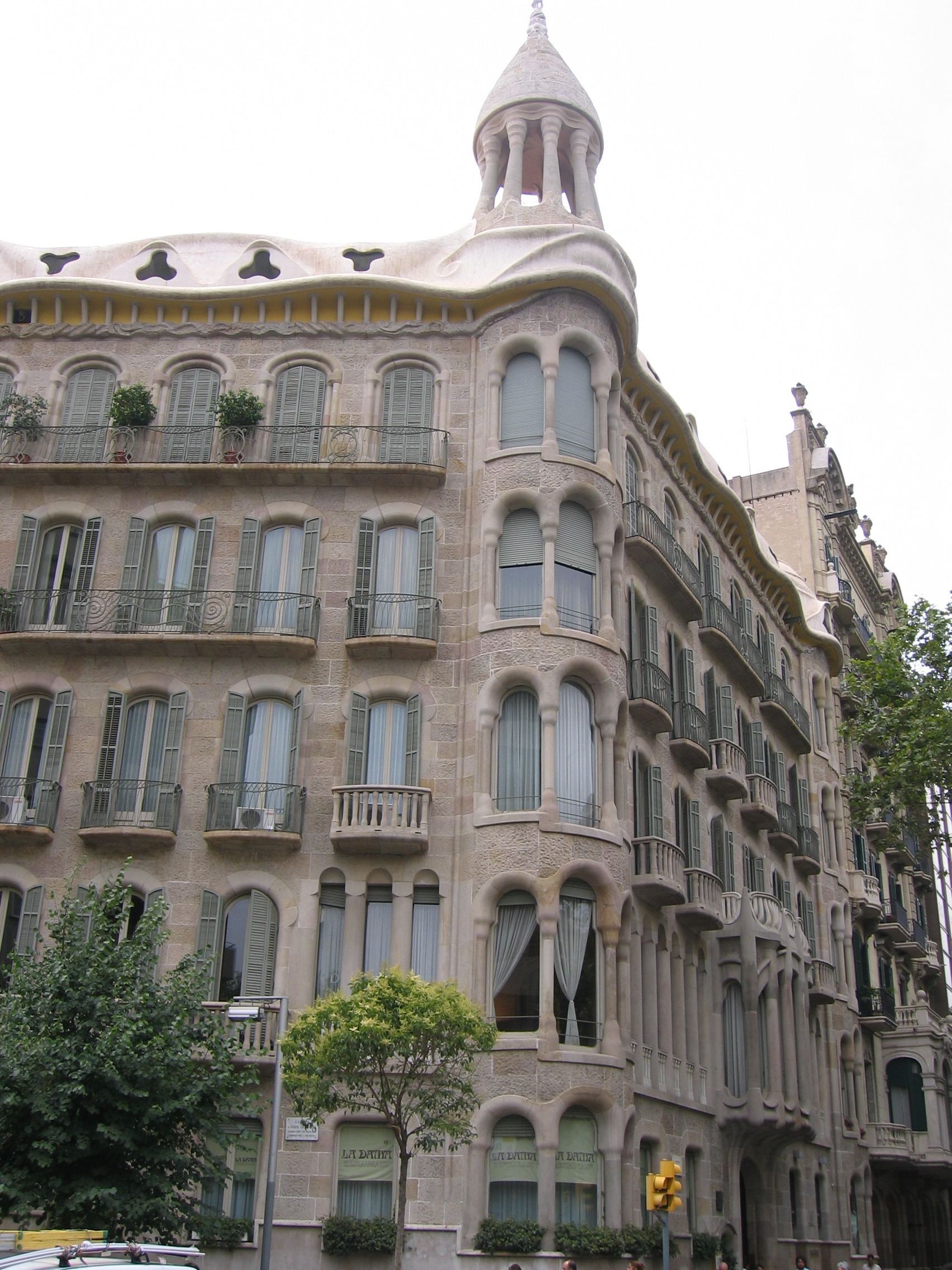
Casa Sayrach